# Radu Boruzescu

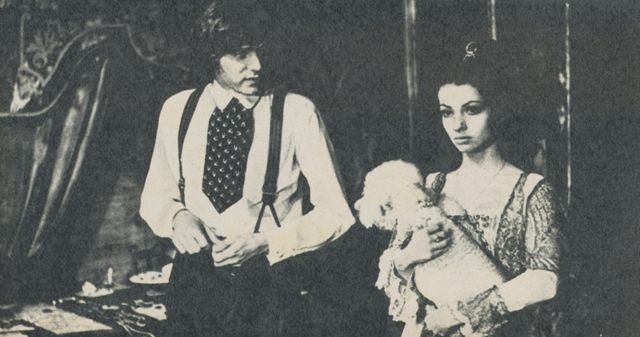
Scenă din filmul Felix și Otilia (1972). În stânga imaginii este Radu Boruzescu.

Radu Boruzescu (n. 16 ianuarie 1944, Secuieni, județul Neamț) este un actor și scenograf român. S-a stabilit în anul 1975 în Franța. Este căsătorit cu Miruna Boruzescu, principala sa colaboratoare. A realizat decorurile pentru filme de referință ale cinematografiei românești precum Felix și Otilia (1972), Cu mîinile curate (1972) și Duhul aurului (1974).

## Biografie
A studiat la Institutul de Arte Plastice „Nicolae Grigorescu” (secția costume și decor) din București. După absolvire a colaborat cu regizori precum Lucian Pintilie, Liviu Ciulei, Andrei Șerban sau Petrică Ionescu. S-a stabilit în Franța în anul 1975, împreună cu soția sa, Miruna Boruzescu.
A colaborat cu mai multe instituții culturale și la unele festivaluri. În Franța a lucrat cu Théâtre National de Chaillot, Comédie-Française, Opéra National de Paris și la Festivalurile de vară de la Aix-en-Provence și Avignon, în America de Nord cu Metropolitan Opera (New York), Arena Stage Theater (Washington, DC), Lyric Opera (Chicago) și Vancouver Opera, în Europa Occidentală la Festivalul Maggio Musicale (Florența), Festivalul Spoleto, De Nederlandse Opera (Amsterdam), Théâtre Royal de la Monnaie (Bruxelles), Vlaamse Opera (Antwerpen), Grand Théatre de Genève, Opera din Bonn și Münchner Kammerspiele.
Începând din 1995 colaborează des cu regizorul Robert Carsen la spectacole precum „Café Apocalypse” (Cabaret à Paris), „Cabaret 5 Ute Lemper” (Théâtre du Châtelet Paris), „Fidelio” (Maggio Musicale Florența), „Salome” (Teatro Reggio din Torino, Teatro Real din Madrid), „Mutter Courage und ihre Kinder” (Piccolo Teatro Mailand), „Il Trittico” (Vlaamse Opera Antwerpen), „Nomade – Richard III.” (Stadsschouwburg Amsterdam, Deutsche Oper am Rhein, Düsseldorf), „Mitridate, Re di Ponto” (Théâtre Royal de la Monnaie Bruxelles și Theater an der Wien), „Faust” (Grand Théâtre de Genève) și „Il trovatore” (Festivalul Bregenz).

## Filmografie

### Actor
- Neînfricații (serial TV, 1969)
- Felix și Otilia (1972)
- Nunta de piatră I - Fefeleaga (1972)
- Nunta de piatră II - La o nuntă (1973)
- Sweet Movie
- O vară de neuitat (1994)

### Scenograf
- Neînfricații (serial TV, 1969)
- Felix și Otilia (1972) - în colaborare cu Liviu Popa
- Nunta de piatră (1972)
- Cu mîinile curate (1972)
- Duhul aurului (1974) - în colaborare cu Helmut Stürmer
- Montenegro, or Pigs or Pearls (1981) (regia: D. Makaveiev)

### Regizor
- Draculand (coregizor)

## Premii și distincții
Scenograful Radu Boruzescu a obținut, împreună cu Liviu Popa, Premiul pentru scenografie  al Asociației Cineaștilor din România (ACIN) (1972) pentru decorurile la filmul Felix și Otilia.